# Peugeot 601
Peugeot 601 — среднеразмерный автомобиль, выпускавшийся Peugeot с 1934 по 1935 года. Он оснащался 2,15-литровым l6 и, как и остальные автомобили Пежо, имел независимую подвеску типа Макферсон. Автомобиль имел не слишком мощный двигатель (60 л.с., при этом двигатель раскручивался до большой по тем временам цифры 3500 оборотов/минуту) и большой вес (около 1,4 тонн), вследствие чего его максимальная скорость была небольшой (около 110 км/ч или 68 миль/час).

## История
Конструктивно, Пежо 601 был сходен с моделями 201 и 301, но установленный на нём более длинный 6-цилиндровый двигатель подразумевал и увеличенную колёсную базу. Поэтому автомобиль выпускался в обычной ("Normale", 2980 мм) и удлинённой ("Longue", 3200 мм) версиях.
"Короткий" 601 предлагался в трёх различных типах кузовов: 4-дверная «Берлина», т.е. седан, 2-дверный 4-местный "Coach dėcapotable" с откидным верхом и родстер; для модели с длинной базой также были доступны более аэродинамичные лимузин, купе,  универсал «Фамилиале» и кабриолет, который был более 5 метров в длину. В зависимости от типа кузова, стоимость автомобиля составляла от 28500 до 34000 франков.
Кроме того, поставлялись также заказные кузова Eclipse с электрической складной металлической крышей. Их дизайном занимались Жорж Полен из фирмы «Darl'mat» и кузовное ателье «Carrosserie Pourtout».
Продажи 601 значительно пострадали из-за низкой мощности двигателей. Несмотря на это и учитывая короткий жизненный цикл производства 601, 3999 собранных автомобилей (из них 1881 седан, 207 купе и 258 родстеров) не считались плохим показателем в автопроизводстве.
Peugeot 601 перестали выпускать в 1935 году, оставив довольно прибыльный сегмент среднеразмерных автомобилей, который был заполнен лишь 40 лет спустя с появлением Peugeot 604. 601 был также последним автомобилем Peugeot с рядным шестицилиндровым двигателем, 604 оснащался уже V6.

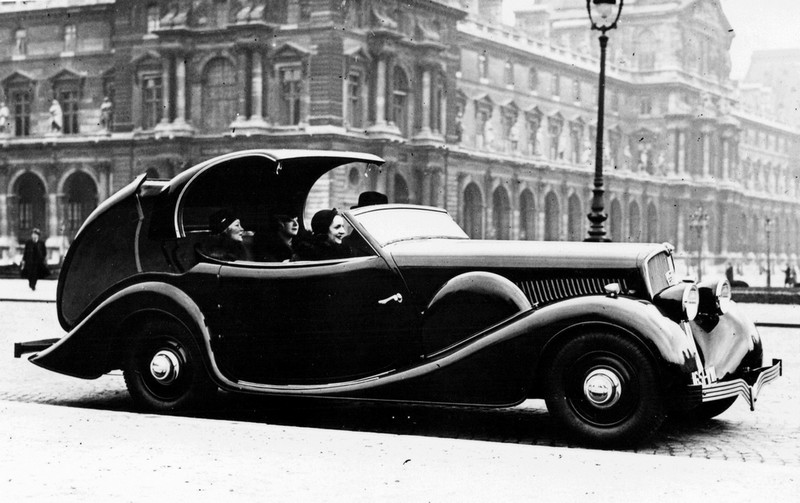
Peugeot 601 C Eclipse 1934 от Pourtout.
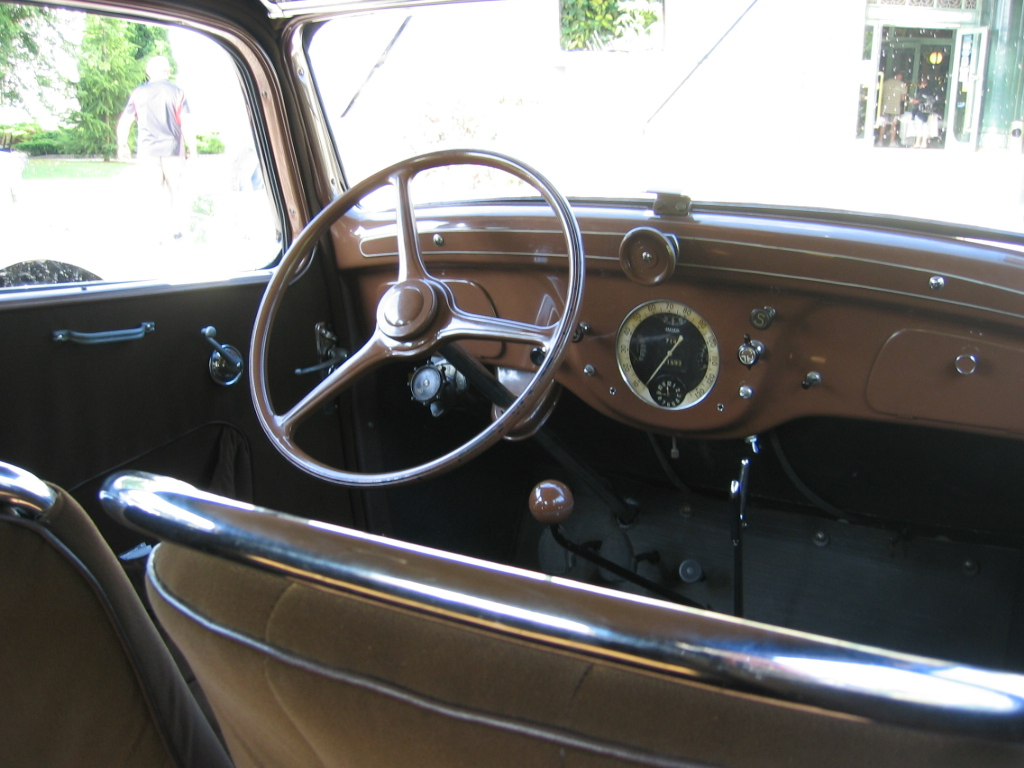
Интерьер
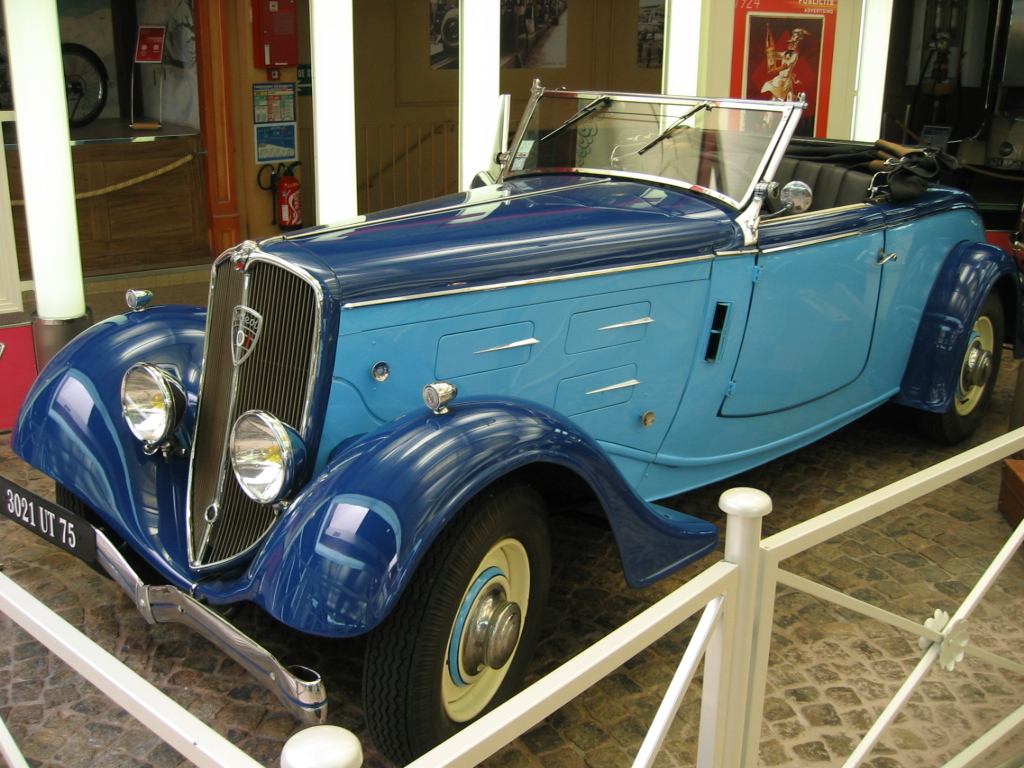
Пежо 601 кабриолет
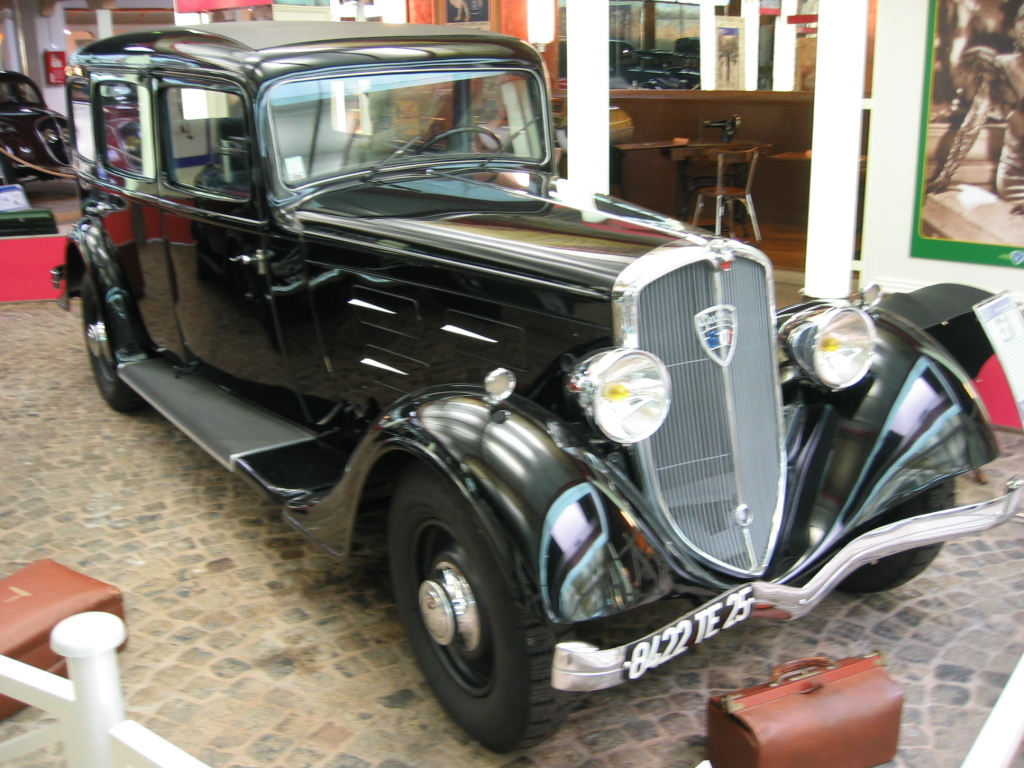
Peugeot 601 Limousine

## Автомобиль в массовой культуре

### В кинематографе
601-я модель, выпущенная в сравнительно небольшом количестве, появлялась на киноэкранах столь же нечасто. Её можно увидеть в двух довоенных лентах Марселя Паньоля («Сезар», 1936 и «Шпунц», 1938); она также "играет" эпизодические роли в современных мини-сериале «Загадочные убийства Агаты Кристи» (2009), фильмах Вуди Аллена «Полночь в Париже» (2011) и «Хребет дьявола» (Гильермо дель Торо, 2011 год).